# 红岩溪镇
红岩溪镇，是中华人民共和国湖南省湘西土家族苗族自治州龙山县下辖的一个乡镇级行政单位。

## 行政区划
红岩溪镇下辖以下地区：
红岩社区、向阳煤矿社区、猫儿洞村、凉风村、古丈村、统西村、撮箕村、木龙湾村、红岩溪村、田家沟村、杨柳坪村、头车村、打溪村、比洞村、栈行村、梭堡村、比沙村、毛坝村、坎西湖村、肖家坪村、卸甲村、尧城村、白果村、马失村、冒洞村和卜纳洞村。